# JoomlaCD
O Joomla!CD é um LiveCD que vem com o Joomla! instalado com várias extensões e templates, prontos para usar. O LiveCD também tem editores de imagens (GIMP, Inkscape), visualizador de imagens (gwenview), e várias ferramentas para desenvolvimento web.
Há ainda uma aplicação para salvar o banco de dados e os arquivos do Joomla! alterado, durante a utilização do LiveCD.

## Logo
- «Fonte da Logo do Joomla!: Century Gothic (Modified)»